# SMAP×SMAP
SMAP×SMAP fue un programa de televisión semanal de variedades japonés emitido en las cadenas Kansai TV y Fuji TV protagonizado por los miembros de SMAP. El programa comenzó sus emisiones el 15 de abril de 1996 y se transmitió todos los lunes de 22:00 a 22:54 (JST) hasta su finalización el 26 de diciembre de 2016.

## Concepto
El programa se dividió generalmente en tres partes: Bistro SMAP, sketches cómicos y juegos y una actuación musical de cierre. Cada año se emitían un especial en directo en el cual el Bistro es asesinado frente a la audiencia.

### Bistro SMAP
Por lo general, se emite durante la primera mitad del programa, Bistro SMAP cuenta con cuatro miembros de SMAP los cuales cocinan para invitados famosos (el número de invitados varía desde una persona a un grupo). Estos pueden ser desde celebridades japonesas (actores, cómicos, presentadores de televisión, etc.) hasta deportistas (incluyendo medallistas olímpicos) y políticos. También acuden al programa famosos de afuera de Japón, de países como Corea, Taiwán, Estados Unidos, Italia, España y Francia. La actriz Whoopi Goldberg fue la primera invitada extranjera de Bistro, en 1996.
El líder del grupo, Nakai Masahiro, es el presentador (o camarero), y los otros cuatro miembros de la banda se dividen en dos equipos. Aunque desde 2010 se cambió el formato de los dos equipos, para que los cuatro compitieran entre sí. Los invitados pueden hacer lo que quieran y los equipos compiten para ver quién hace el mejor plato. Después de probar la comida, se decide quién es el ganador. Este recibe regalos, o un beso en la mejilla, en el caso de que sea una mujer la invitada.
Cada chef tiene generalmente una especialidad diferente y un color designado. Takuya Kimura, el chef rojo, está especializado en pastas. La cocina italiana y japonesa son las especialidades del chef Goro Inagaki. Shingo Katori es el chef verde que está especializado en la cocina china y en postres. El chef amarillo es Tsuyoshi Kusanagi, especializado en cocina coreana y japonesa.

### Sketches cómicos y juegos
Durante la segunda mitad del programa los miembros de SMAP actúan en sketches cómicos, por lo general parodian otros programas de Fuji TV, a famosos, anime o manga, o hacen sketches originales. Por lo general hay otros famosos que participan en el sketch. Los sketches originales más populares son "Calculador Mako-chan" y "Mabo" (con tres miembros de SMAP: Masahiro Nakai, Tsuyoshi Kusanagi y Shingo Katori).
En el Rincón de Juegos, SMAP también invitan a invitados japoneses y extranjeros para competir con ellos en juegos como el póker huevo, Rey de la Bola (billar), Bolos Rodantes, la Tarjeta de Edad, Lanzamiento en movimiento (baloncesto), Petanca. De vez en cuando compiten con un deportista profesional que ha sido un invitado en Bistro.

### Actuación musical
La última sección del programa presenta a varios grupos musicales y artistas que colaboran con SMAP. Primero entrevistan brevemente a los grupos o artistas (las cuales se graban después de que hayan actuado), y después interpretan la canción, por lo general una mezcla, a veces con una canción de SMAP. Por lo general, cuando el nuevo sencillo de SMAP está cerca de salir a la venta o salido ya, interpretan su propia canción como una forma de promoción.
Durante un ensayo, Michael Jackson apareció para sorpresa del grupo y aprovecharon para entrevistarlo. El material fue utilizado más adelante para un especial de televisión.
Otros invitados internacionales: Will Smith, Brad Pitt, Robert De Niro, Tom Hanks, Hugh Jackman, Richard Gere, Harrison Ford, Nicolas Cage, Arnold Schwarzenegger, Denzel Washington, Whoopi Goldberg, Cameron Diaz, Paris Hilton, Jane Birkin, Amanda Seyfried, Miranda Kerr, Steven Spielberg, Quentin Tarantino, David Beckham, Neymar, Usain Bolt, Mijaíl Gorbachov, etc.